# Iglesia de San Pedro de Lamuza
La iglesia de San Pedro de Lamuza es un inmueble de la localidad española de Llodio, en la provincia de Álava.

## Descripción
El edificio se encuentra en la localidad española de Llodio, perteneciente a la provincia de Álava, en la comunidad autónoma del País Vasco. Se menciona como iglesia parroquial del lugar en el décimo volumen del Diccionario geográfico-estadístico-histórico de España y sus posesiones de Ultramar de Pascual Madoz, donde aparece descrita con las siguientes palabras:

hay 2 igl. parr. bajo la advocacion de San Pedro de Lamuza y Sta. Maria del Yermo; la primera que está junto á La Plaza, tiene cabildo compuesto de 6 beneficiados, 4 de ellos enteros y 2 medios, ademas de un capellan sochantre, todos los cuales se proveen en concurso por S. M. á propuesta en terna del diocesano desde el año de 1824 en que se declaró real el patronato, que hasta aquella época habia correspondido al duque de Berwick y Liria [...] cada una de las parroquias tiene su cementerio
(Madoz, 1847, p. 505)